# Jurij Všivcev
Jurij Мichаjlоvič Všivcеv (in russo Юрий Михайлович Вшивцев?, traslitterazione anglosassone Yuri Mikhailovich Vshivtsev; Kirov, 11 gennaio 1940 – 26 aprile 2010) è stato un calciatore sovietico, dal 1992 russo, di ruolo attaccante.

## Palmarès
- Campionato di calcio sovietico: 1

Dinamo Mosca: 1963
- Coppa dell'Unione Sovietica: 1

Dinamo Mosca: 1966-1967